# Ben Hermans
Ben Hermans   (Hasselt, 8 de juny de 1986) és un ciclista belga, ja retirat, professional del 2009 al 2024. Després de córrer la darrera temporada amb l'equip Cofidis va decidir retirar-se a començaments del 2025 després de no trobar cap equip.
En el seu palmarès amateur destaca el campionat nacional de contrarellotge junior de 2004. Com a professional els seus majors èxits han estat la victòria en la general de la Volta a Àustria de 2018 i 2019 i el Tour d'Oman de 2017.

## Palmarès
- 2004
  -  Campió de Bèlgica de contrarellotge júnior
- 2008
  - 1r al Gran Premi dels Marbrers
  - 1r al Campionat provincial de Limburg
  - 1r al Circuit de Valònia
- 2010
  - Vencedor d'una etapa de la Volta a Bèlgica
- 2011
  - 1r al Trofeu Inca
- 2015
  - 1r a la Fletxa Brabançona
  - Vencedor d'una etapa de la Tour de Yorkshire
  - Vencedor d'una etapa a l'Arctic Race of Norway
- 2017
  - 1r al Tour d'Oman i vencedor de 2 etapes
- 2018
  - 1r a la Volta a Àustria i vencedor d'una etapa
- 2019
  - 1r a la Volta a Àustria i vencedor d'una etapa
  - 1r al Tour de Utah i vencedor de 2 etapes
- 2021
  - 1r al Giro dels Apenins
  - 1r a l'Arctic Race of Norway i vencedor d'una etapa
  - Vencedor d'una etapa al Tour de Poitou-Charentes

### Resultats al Giro d'Itàlia
- 2012. 73è de la classificació general
- 2014. 72è de la classificació general
- 2017. Abandona (16a etapa)
- 2018. 45è de la classificació general

### Resultats a la Volta a Espanya
- 2013. 61è de la classificació general
- 2016. 14è de la classificació general

### Resultats al Tour de França
- 2020. 68è de la classificació general